# Asunción Lachixonase
Asunción Lachixonase är en ort i Mexiko.   Den ligger i kommunen San Carlos Yautepec och delstaten Oaxaca, i den sydöstra delen av landet, 500 km sydost om huvudstaden Mexico City. Asunción Lachixonase ligger 553 meter över havet och antalet invånare är 314.
Terrängen runt Asunción Lachixonase är huvudsakligen kuperad. Asunción Lachixonase ligger nere i en dal. Runt Asunción Lachixonase är det mycket glesbefolkat, med 5 invånare per kvadratkilometer. Asunción Lachixonase är det största samhället i trakten. I omgivningarna runt Asunción Lachixonase växer huvudsakligen savannskog.